# Indonezja na Letnich Igrzyskach Olimpijskich 2016
Indonezję na Letnich Igrzyskach Olimpijskich 2016, które odbyły się w Rio de Janeiro reprezentowało 22 zawodników – 16 mężczyzn i 12 kobiet.
Był to piętnasty start reprezentacji Indonezji na letnich igrzyskach olimpijskich.

## Zdobyte medale

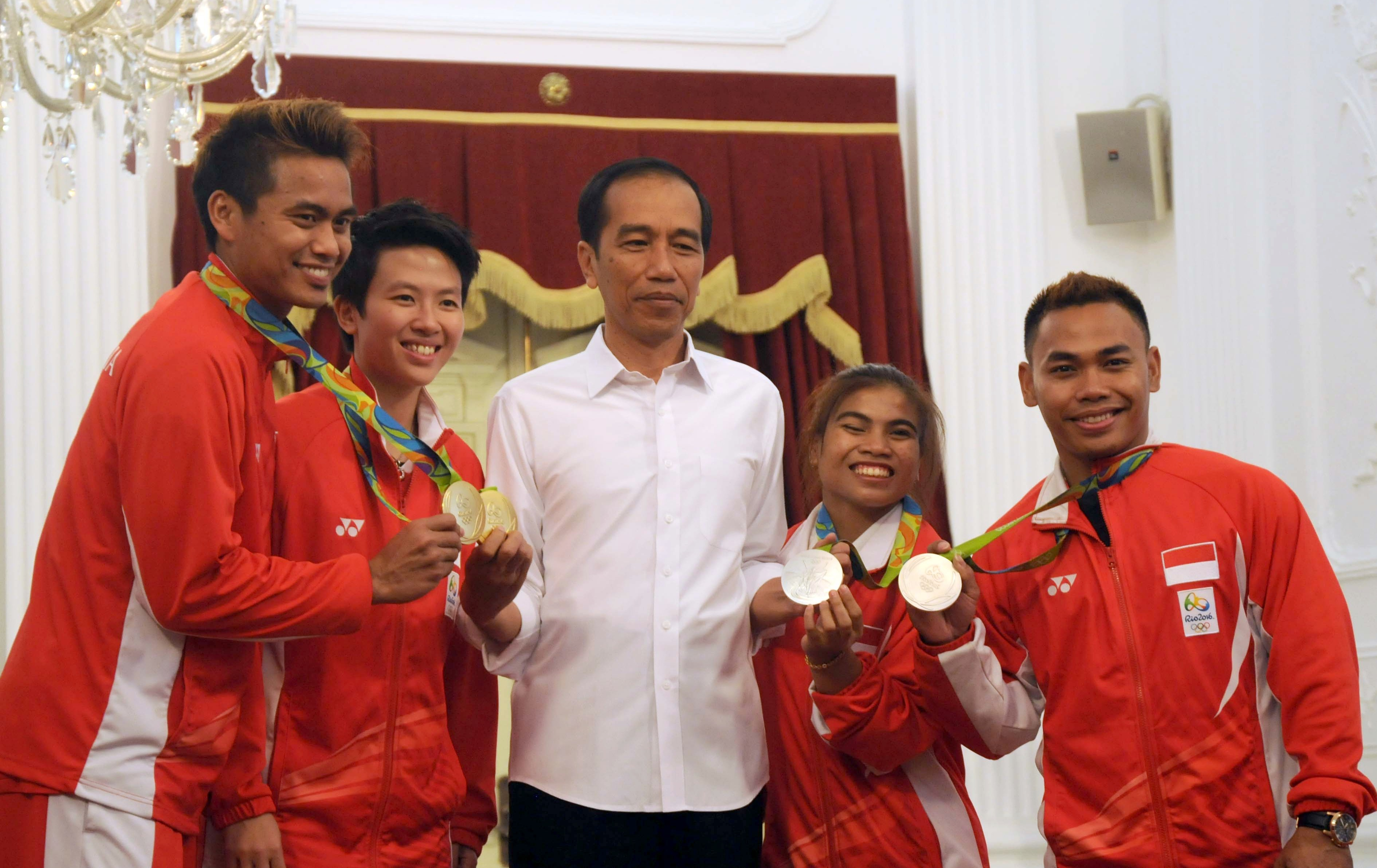
Spotkanie prezydenta Indonezji Joko Widodo z medalistami z Rio. Od lewej stoją: Ahmad, Natsir, Widodo, Agustiani, Irawan.

| Medal  | Zawodnik                     | Dyscyplina           | Konkurencja   | Rezultat                                                                                  | Data        |
| ------ | ---------------------------- | -------------------- | ------------- | ----------------------------------------------------------------------------------------- | ----------- |
| Złoto  | Lilyana Natsir Tontowi Ahmad | Badminton            | mikst         | W finale pokonali reprezentantów Malezji Goh Liu Ying i Chan Peng Soon 2:0 (21:14, 21:12) | 17 sierpnia |
| Srebro | Sri Wahyuni Agustiani        | Podnoszenie ciężarów | waga do 48 kg | 192 kg                                                                                    | 6 sierpnia  |
| Srebro | Eko Yuli Irawan              | Podnoszenie ciężarów | waga do 62 kg | 312 kg                                                                                    | 8 sierpnia  |

## Reprezentanci

### Badminton
Mężczyźni
| Zawodnik                       | Konkurencja    | Faza grupowa                  | Faza grupowa                           | Faza grupowa                | Faza grupowa | Eliminacje                     | Ćwierćfinał       | Półfinał          | Finał/BM          | Finał/BM |
| Zawodnik                       | Konkurencja    | Przeciwnik Punkty             | Przeciwnik Punkty                      | Przeciwnik Punkty           | Miejsce      | Przeciwnik Punkty              | Przeciwnik Punkty | Przeciwnik Punkty | Przeciwnik Punkty | Miejsce  |
| ------------------------------ | -------------- | ----------------------------- | -------------------------------------- | --------------------------- | ------------ | ------------------------------ | ----------------- | ----------------- | ----------------- | -------- |
| Tommy Sugiarto                 | gra pojedyncza | Shu W (21-14, 21-10)          | Guerrero W (21-12, 21-14)              | —                           | 1. Q         | Ouseph P (13-21, 21-14, 16-21) | NQ                | NQ                | NQ                | NQ       |
| Mohammad Ahsan Hendra Setiawan | gra podwójna   | Attri/ Reddy W (21-18, 21-13) | Endo/ Hayakawa P (17-21, 21-16, 14-21) | Chai/ Hong P (15-21, 17-21) | 3.           | —                              | NQ                | NQ                | NQ                | NQ       |

Kobiety
| Zawodniczka                             | Konkurencja    | Faza grupowa                     | Faza grupowa                   | Faza grupowa                      | Faza grupowa | Eliminacje           | Ćwierćfinał                | Półfinał             | Finał/BM             | Finał/BM |
| Zawodniczka                             | Konkurencja    | Przeciwniczka Punkty             | Przeciwniczka Punkty           | Przeciwniczka Punkty              | Miejsce      | Przeciwniczka Punkty | Przeciwniczka Punkty       | Przeciwniczka Punkty | Przeciwniczka Punkty | Miejsce  |
| --------------------------------------- | -------------- | -------------------------------- | ------------------------------ | --------------------------------- | ------------ | -------------------- | -------------------------- | -------------------- | -------------------- | -------- |
| Lindaweni Fanetri                       | gra pojedyncza | Vũ P (11-21, 12-21)              | Okuhara P (12-21, 12-21)       | —                                 | 3.           | NQ                   | NQ                         | NQ                   | NQ                   | NQ       |
| Nitya Krishinda Maheswari Greysia Polii | gra podwójna   | Poon LY / Tse YS W (21-9, 21-11) | Olver / Smith W (21-10, 21-13) | Hoo KM / Woon KW W (21-19, 21-19) | 1. 'Q        | —                    | Tang / Yu P (11-21, 14-21) | NQ                   | NQ                   | NQ       |

Mikst
| Zawodnicy                    | Konkurencja  | Faza grupowa                            | Faza grupowa                        | Faza grupowa                     | Faza grupowa | Ćwierćfinał                      | Półfinał                      | Finał/BM                         | Finał/BM |
| Zawodnicy                    | Konkurencja  | Przeciwnicy Punkty                      | Przeciwnicy Punkty                  | Przeciwnicy Punkty               | Miejsce      | Przeciwnicy Punkty               | Przeciwnicy Punkty            | Przeciwnicy Punkty               | Miejsce  |
| ---------------------------- | ------------ | --------------------------------------- | ----------------------------------- | -------------------------------- | ------------ | -------------------------------- | ----------------------------- | -------------------------------- | -------- |
| Tontowi Ahmad Lilyana Natsir | gra mieszana | Middleton/ Choo W (21-7, 21-8)          | Issara / Amitrapai W (24-11, 21-13) | Goh LY/ Chan PS W (21-15, 21-11) | 1. Q         | Jordan/ Susanto W (21-16, 21-11) | Zhang / Zhao W (21-16, 21-15) | Goh LY/ Chan PS W (21-14, 21-12) | złoto    |
| Praveen Jordan Debby Susanto | gra mieszana | Lee CH/ Chau HW W (21-19, 19-21, 21-15) | Fuchs / Michels W (21-16, 21-15)    | Zhang / Zhao P (18-21, 18-21)    | 2. Q         | Ahmad/ Natsir P (16-21, 11-21)   | NQ                            | NQ                               | NQ       |

### Kolarstwo

#### Kolarstwo BMX
Mężczyźni
| Zawodnik        | Konkurencja | Eliminacje | Eliminacje | Ćwierćfinał | Ćwierćfinał | Półfinał | Półfinał | Finał | Finał   |
| Zawodnik        | Konkurencja | Wynik      | Miejsce    | Punkty      | Miejsce     | Punkty   | Miejsce  | Wynik | Miejsce |
| --------------- | ----------- | ---------- | ---------- | ----------- | ----------- | -------- | -------- | ----- | ------- |
| Toni Syarifudin | mężczyźni   | 40,975     | 31.        | 22          | 7.          | NQ       | NQ       | NQ    | NQ      |

### Lekkoatletyka
Mężczyźni
| Zawodnik      | Konkurencja | Eliminacje | Eliminacje | Ćwierćfinał | Ćwierćfinał | Półfinał | Półfinał | Finał | Finał   |
| Zawodnik      | Konkurencja | Wynik      | Miejsce    | Wynik       | Miejsce     | Wynik    | Miejsce  | Wynik | Miejsce |
| ------------- | ----------- | ---------- | ---------- | ----------- | ----------- | -------- | -------- | ----- | ------- |
| Sudirman Hadi | 100 m       | 10,77      | 2. Q       | 10,70       | 9.          | NQ       | NQ       | NQ    | NQ      |

Kobiety
| Zawodniczka         | Konkurencja | Kwalifikacje | Kwalifikacje | Finał | Finał   |
| Zawodniczka         | Konkurencja | Wynik        | Miejsce      | Wynik | Miejsce |
| ------------------- | ----------- | ------------ | ------------ | ----- | ------- |
| Maria Natalia Londa | skok w dal  | 6,29         | 26.          | NQ    | NQ      |

### Łucznictwo
Mężczyźni
| Zawodnik                                       | Konkurencja       | Runda rankingowa | Runda rankingowa | 1/32             | 1/16             | 1/8                     | Ćwierćfinał               | Półfinał         | Finał/BM         | Finał/BM |
| Zawodnik                                       | Konkurencja       | Punkty           | Rozstawienie     | Przeciwnik Wynik | Przeciwnik Wynik | Przeciwnik Wynik        | Przeciwnik Wynik          | Przeciwnik Wynik | Przeciwnik Wynik | Pozycja  |
| ---------------------------------------------- | ----------------- | ---------------- | ---------------- | ---------------- | ---------------- | ----------------------- | ------------------------- | ---------------- | ---------------- | -------- |
| Riau Ega Agatha                                | indywidualnie     | 660              | 33.              | Yu W 7-1         | Kim W-j W 6-2    | Nespoli P 0-6           | NQ                        | NQ               | NQ               | NQ       |
| Hendra Purnama                                 | indywidualnie     | 655              | 39.              | Ruban P 4-7      | NQ               | NQ                      | NQ                        | NQ               | NQ               | NQ       |
| Muhammad Wijaya                                | indywidualnie     | 647              | 49.              | Nespoli P 3-7    | NQ               | NQ                      | NQ                        | NQ               | NQ               | NQ       |
| Riau Ega Agatha Hendra Purnama Muhammad Wijaya | turniej drużynowy | 1962             | 10.              | —                | —                | Chińskie Tajpej · W 6-2 | Stany Zjednoczone · P 2-6 | NQ               | NQ               | NQ       |

Kobiety
| Zawodniczka            | Konkurencja   | Runda rankingowa | Runda rankingowa | 1/32                | 1/16                | 1/8                 | Ćwierćfinał         | Półfinał            | Finał/Pojedynek o brązowy medal | Finał/Pojedynek o brązowy medal |
| Zawodniczka            | Konkurencja   | Punkty           | Rozstawienie     | Przeciwniczka Wynik | Przeciwniczka Wynik | Przeciwniczka Wynik | Przeciwniczka Wynik | Przeciwniczka Wynik | Przeciwniczka Wynik             | Pozycja                         |
| ---------------------- | ------------- | ---------------- | ---------------- | ------------------- | ------------------- | ------------------- | ------------------- | ------------------- | ------------------------------- | ------------------------------- |
| Ika Yuliana Rochmawati | indywidualnie | 617              | 42.              | Folkard P 5-6       | NQ                  | NQ                  | NQ                  | NQ                  | NQ                              | NQ                              |

### Pływanie
Mężczyźni
| Zawodnik             | Konkurencja             | Eliminacje | Eliminacje | Półfinał | Półfinał | Finał | Finał   |
| Zawodnik             | Konkurencja             | Czas       | Miejsce    | Czas     | Miejsce  | Czas  | Miejsce |
| -------------------- | ----------------------- | ---------- | ---------- | -------- | -------- | ----- | ------- |
| Glenn Victor Sutanto | 100 m stylem motylkowym | 54,25      | 35.        | NQ       | NQ       | NQ    | NQ      |

Kobiety
| Zawodniczka     | Konkurencja              | Eliminacje | Eliminacje | Półfinał | Półfinał | Finał | Finał   |
| Zawodniczka     | Konkurencja              | Czas       | Miejsce    | Czas     | Miejsce  | Czas  | Miejsce |
| --------------- | ------------------------ | ---------- | ---------- | -------- | -------- | ----- | ------- |
| Yessy Yosaputra | 200 m stylem grzbietowym | 2:20,88    | 28.        | NQ       | NQ       | NQ    | NQ      |

### Podnoszenie ciężarów
Mężczyźni
| Zawodnik        | Konkurencja | Rwanie | Rwanie  | Podrzut | Podrzut | Razem  | Pozycja |
| Zawodnik        | Konkurencja | Wynik  | Pozycja | Wynik   | Pozycja | Razem  | Pozycja |
| --------------- | ----------- | ------ | ------- | ------- | ------- | ------ | ------- |
| Eko Yuli Irawan | do 62 kg    | 142 kg | 2.      | 172 kg  | 2.      | 312 kg | srebro  |
| Muhammad Hasbi  | do 62 kg    | 130 kg | 6.      | 160 kg  | 8.      | 290 kg | 7.      |
| Triyatno        | do 69 kg    | 142    | 9.      | 175 kg  | 14.     | 317 kg | 10.     |
| I Ketut Ariana  | do 69 kg    | 145 kg | DNF     | –       | –       | –      | DNF     |
| Deni            | do 77 kg    | 146 kg | 13.     | 177 kg  | 12.     | 323 kg | 12.     |

Kobiety
| Zawodniczka           | Konkurencja | Rwanie | Rwanie  | Podrzut | Podrzut | Razem  | Pozycja |
| Zawodniczka           | Konkurencja | Wynik  | Pozycja | Wynik   | Pozycja | Razem  | Pozycja |
| --------------------- | ----------- | ------ | ------- | ------- | ------- | ------ | ------- |
| Sri Wahyuni Agustiani | do 48 kg    | 85 kg  | 2.      | 107 kg  | 2.      | 192 kg | srebro  |
| Dewi Safitri          | do 53 kg    | 80 kg  | 7.      | 105 kg  | 6.      | 185 kg | 7.      |

### Wioślarstwo
Mężczyźni
| Zawodnik | Konkurencja | Eliminacje | Eliminacje | Repasaże | Repasaże | Ćwierćfinał | Ćwierćfinał | Półfinał | Półfinał | Finał   | Finał   | Pozycja |
| Zawodnik | Konkurencja | Czas       | Miejsce    | Czas     | Miejsce  | Czas        | Miejsce     | Czas     | Miejsce  | Czas    | Miejsce | Pozycja |
| -------- | ----------- | ---------- | ---------- | -------- | -------- | ----------- | ----------- | -------- | -------- | ------- | ------- | ------- |
| Memo     | jedynka     | 7:14,17    | 3. QF      | BYE      | BYE      | 6:59,76     | 4. S C/D    | 7:25,60  | 3. FC    | 6:59,44 | 4.      | 16.     |

Kobiety
| Zawodniczka    | Konkurencja | Eliminacje | Eliminacje | Repasaże | Repasaże | Ćwierćfinał | Ćwierćfinał | Półfinał | Półfinał | Finał   | Finał   | Pozycja |
| Zawodniczka    | Konkurencja | Czas       | Miejsce    | Czas     | Miejsce  | Czas        | Miejsce     | Czas     | Miejsce  | Czas    | Miejsce | Pozycja |
| -------------- | ----------- | ---------- | ---------- | -------- | -------- | ----------- | ----------- | -------- | -------- | ------- | ------- | ------- |
| Dewi Yuliawati | jedynka     | 9:36,10    | 6. R       | 8:14,81  | 5. S E/F | BYE         | BYE         | 8:39,95  | 2. FE    | 8:44,54 | 5.      | 29.     |